# Koloroterapia
Ten artykuł opisuje teorie, metody lub czynności niezgodne ze współczesną wiedzą medyczną.

Schematyczy układ ćakramów i odpowiadające im kolory.

Koloroterapia (inaczej chromoterapia) – jedna z niekonwencjonalnych metod leczniczych polegająca na eksponowaniu zmysłu wzroku danej osoby na odpowiednie barwy. Koloroterapia ma uspokajać, relaksować lub pobudzać. Koloroterapia zakłada że przebywając w otoczeniu różnych barw, możemy mieć więcej energii do życia, więcej optymizmu. Pierwszymi ludźmi, którzy przypuszczali pozytywny wpływ kolorów byli mieszkańcy Egiptu, Indii i Chin. Współczesna koloroterapia wykorzystuje zdobycze nowoczesnej techniki i zajmuje jedno z wiodących miejsce wśród metod medycyny alternatywnej (niekonwencjonalnej). Jest jedną z najtańszych, najbezpieczniejszych metod terapeutycznych. Ma być stosowana, jako metoda leczenia uzupełniającego, wspomagająca podstawowe metody lecznicze.

## Krytyka
Brakuje dowodów na to, że kolory mogą wpływać na zdrowie. 
Brakuje również jednoznacznych dowodów na to, jak dany kolor będzie wpływał na samopoczucie i emocje pacjentów, gdyż:
- doniesienia z badań na ten temat są sprzeczne;
- w różnych kulturach kolory posiadają inne znaczenia;
- ważny jest kontekst w jakim doświadczany jest kolor;
- wpływać mogą również inne czynniki, jak kontrast czy nasycenie.

Podawane uzasadnienia dla ewentualnego mechanizmu leczniczego są niejasne lub uproszczone, a rekomendacje dla stosowania danego koloru wynikają często z osobistych preferencji praktyków metody. W podręcznikach opisujących terapię, brakuje również spójnych wytycznych i instrukcji, a nawet poprawnej klasyfikacji kolorów.
Chromoterapię należy rozróżnić od fototerapii – zabiegów medycznych wykorzystujących światło, których mechanizmy działania wyjaśniane są przez fotobiologię. Praktycy koloroterapii wykorzystują czasem koncepcje i doniesienia z badań nad fototerapią dla pozornego uzasadnienia swoich tez. 
Niektórzy krytycy metody zwracają uwagę na potencjalne niebezpieczeństwo uszkodzenia wzroku podczas wykorzystywania lamp LED w nieodpowiedni sposób.